# 타라클리아구
타라클리아구(루마니아어: Taraclia, 불가리아어: Тараклия)는 몰도바 남부에 위치한 구로 행정 중심지는 타라클리아이며 면적은 674km2, 인구는 44,200명(2011년 기준)이다. 동쪽으로는 우크라이나와 국경을 접하며 서쪽으로는 카훌 구, 북쪽으로는 가가우지아와 접한다. 타라클리아 구 전체 인구 가운데 65.6%는 불가리아인이다.